# Château du Grand-Serquigny
Le château du Grand-Serquigny est une demeure datant du XVIIe siècle, qui se dresse sur le territoire de la commune française de Serquigny, dans le département de l'Eure, en région Normandie.
Le château est partiellement inscrit au titre des monuments historiques.

## Localisation
Le château du Grand-Serquigny est situé, en fond de vallée, à 400 m au sud-ouest de l'église Notre-Dame, sur la commune de Serquigny, dans le département français de l'Eure.
La desserte se fait au débouché de la RD 31 sur la RD 133, au bord de laquelle se situe une grille d'accès monumentale s'ouvrant sur un chemin qui franchit la Charentonne.

## Historique
Le château a probablement été construit pour le seigneur du fief de Serquigny Pierre Pecqueult, doyen des trésoriers de France de la généralité d'Alençon vers 1681-1683. En 1770, il est habité par Pierre-René de la Roque, seigneur de Serquigny.
Au XIXe siècle, il est la propriété du marquis Ernest de Croix d'Heuchin qui s'y établit vers 1834 pour fonder un haras. Pendant la guerre de 1870, il sert d'hôpital militaire. À la suite du décès du marquis de Croix, une importante vente de trotteurs y a lieu les 9 et 10 juin 1874. Le domaine est ensuite la propriété de ses filles, la marquise de Caulaincourt (1832-1910), qui n'a pas de descendance, et la comtesse Blanche d'Andigné (1841-1929). La propriété passa ensuite par alliance aux familles Vogüé puis Keroüartz.
À partir de 1948, le château est occupé par l'Association pour l'insertion sociale et professionnelle des personnes handicapées (LADAPT), jusqu'en 2003, puis tombe dans l'abandon et est squatté à la fin des années 2010.
Le domaine est la propriété d'une quarantaine de personnes, au nombre desquelles vingt-trois possèdent des parts attachées au seul château, empêtrées dans un projet immobilier inabouti.
Le 31 décembre 2023, le château est partiellement détruit par un incendie. La toiture est totalement consumée, ainsi que les planchers,. La mission Stéphane Bern annonce vouloir accompagner la mairie de Serquigny pour assurer « le devenir du grand château » et le maire Frédéric Delamare prend un arrêté de péril, annonçant par ailleurs la création d'une association « pour permettre de prévoir un projet ambitieux » en ce sens. Le 4 janvier suivant, la ministre de la Culture Rima Abdul Malak se rend sur les lieux,.
Le 7 mars, une visite comprenant le sous-préfet de Bernay, le maire, la fondation du patrimoine et les entreprises présentes permet de constater l'avancement des travaux de mise en sécurité du château. En fin d’année 2024, la mairie a acquis les différentes parts à leurs propriétaires pour unifier à nouveau la propriété et faciliter les travaux de rénovation.

## Description
Le château est un édifice en élévation ordonnancée et symétrique de trois étages (les deux ailes étant mansardées), de briques et pierre de taille en bossage de style classique. Au nord, une tourelle flanque chaque extrémité du corps de logis. 
Il est entouré d'une douve, alimentée par une dérivation de la Charentonne, franchissable par un pont dans l'axe de la façade au sud. La cour d'honneur est bordée de balustrades en pierre.
Les dépendances comportent notamment un colombier, qui a été rénové à des fins touristiques.

## Protection
Les façades et toitures du château et des deux pavillons d'entrée ; les douves ; le colombier ; la grande allée et prairies qui s'étendent en avant des deux façades principales sont inscrits au titre des monuments historiques par arrêté du 22 mai 1951.